# Jane Conyngham
Jane Spencer, baronessa Churchill VA (nata Conyngham; Londra, 1º giugno 1826 – Cowes, 25 dicembre 1900), era una pari britannica e amica della regina Vittoria.
Dal 1854 fino alla sua morte, Jane Spencer Churchill fu Lady of the Bedchamber di Victoria; ciò la rese la persona che servì la casa della regina più a lungo. Il suo ruolo si estese principalmente ad accompagnare la regina nei suoi viaggi e agire come suo intermediario nella famiglia reale. Nonostante il suo lungo servizio, i dettagli della vita di lady Churchill al servizio della regina sono poco conosciuti, poiché non lasciò memorie. Dal suo matrimonio con Francis Spencer, II barone Churchill nacque un solo figlio.

## Biografia
Era la figlia del Generale Lord Francis Conyngham, II marchese di Conyngham, e di sua moglie, lady Jane Paget.

## Matrimonio
Sposò, il 19 maggio 1849, Francis George Spencer, II barone di Churchill Whichwood, figlio di Francis Almeric Spencer, I barone di Churchill Whichwood, e di sua moglie, lady Frances FitzRoy. Ebbero un figlio:
- Victor Albert Francis Charles Spencer, I visconte Churchill (23 ottobre 1864-3 gennaio 1934)

Ha ricoperto la carica di lady of the Bedchamber della regina Vittoria tra il 1854 e il 1900.

## Morte
Morì il 24 dicembre 1900 a Osborne House, Cowes.

## Ascendenza
|                                             |                                  |                                     | Genitori                              |  |  | Nonni |  |  | Bisnonni                               |  |  | Trisnonni      |  |
|                                             |                                  |                                     |                                       |  |  |       |  |  | Francis Conyngham, II barone Conyngham |  |  | Francis Burton |  |
|                                             |                                  |                                     |                                       |  |  |       |  |  | Francis Conyngham, II barone Conyngham |  |  | Francis Burton |  |
|                                             |                                  | Mary Conyngham                      |                                       |  |  |       |  |  | Francis Conyngham, II barone Conyngham |  |  |                |  |
| Henry Conyngham, I marchese di Conyngham    |                                  |                                     |                                       |  |  |       |  |  | Francis Conyngham, II barone Conyngham |  |  |                |  |
|                                             |                                  | Elizabeth Clements                  | Nathaniel Clements                    |  |  |       |  |  |                                        |  |  |                |  |
|                                             |                                  | Elizabeth Clements                  | Nathaniel Clements                    |  |  |       |  |  |                                        |  |  |                |  |
|                                             |                                  | Elizabeth Clements                  | Hannah Gore                           |  |  |       |  |  |                                        |  |  |                |  |
| Francis Conyngham, II marchese di Conyngham |                                  | Elizabeth Clements                  |                                       |  |  |       |  |  |                                        |  |  |                |  |
|                                             |                                  | Joseph Denison                      | Joseph Denison                        |  |  |       |  |  |                                        |  |  |                |  |
|                                             |                                  | Joseph Denison                      | Joseph Denison                        |  |  |       |  |  |                                        |  |  |                |  |
|                                             |                                  | Joseph Denison                      | Rebecca Wainman                       |  |  |       |  |  |                                        |  |  |                |  |
| Elizabeth Denison                           |                                  | Joseph Denison                      |                                       |  |  |       |  |  |                                        |  |  |                |  |
|                                             |                                  | Elizabeth Butler                    | William Butler                        |  |  |       |  |  |                                        |  |  |                |  |
|                                             |                                  | Elizabeth Butler                    | William Butler                        |  |  |       |  |  |                                        |  |  |                |  |
|                                             |                                  | Elizabeth Butler                    | Elizabeth Butler                      |  |  |       |  |  |                                        |  |  |                |  |
| Jane Conyngham                              |                                  | Elizabeth Butler                    |                                       |  |  |       |  |  |                                        |  |  |                |  |
|                                             | Henry Paget, I conte di Uxbridge | Nicholas Bayly, II baronetto        |                                       |  |  |       |  |  |                                        |  |  |                |  |
|                                             | Henry Paget, I conte di Uxbridge | Nicholas Bayly, II baronetto        |                                       |  |  |       |  |  |                                        |  |  |                |  |
|                                             | Henry Paget, I conte di Uxbridge | Caroline Paget                      |                                       |  |  |       |  |  |                                        |  |  |                |  |
| Henry William Paget, I marchese di Anglesey | Henry Paget, I conte di Uxbridge |                                     |                                       |  |  |       |  |  |                                        |  |  |                |  |
|                                             |                                  | Jane Champagne                      | Arthur Champagne                      |  |  |       |  |  |                                        |  |  |                |  |
|                                             |                                  | Jane Champagne                      | Arthur Champagne                      |  |  |       |  |  |                                        |  |  |                |  |
|                                             |                                  | Jane Champagne                      | Marianne Hamon                        |  |  |       |  |  |                                        |  |  |                |  |
| Jane Paget                                  |                                  | Jane Champagne                      |                                       |  |  |       |  |  |                                        |  |  |                |  |
|                                             |                                  | George Villiers, IV conte di Jersey | William Villiers, III conte di Jersey |  |  |       |  |  |                                        |  |  |                |  |
|                                             |                                  | George Villiers, IV conte di Jersey | William Villiers, III conte di Jersey |  |  |       |  |  |                                        |  |  |                |  |
|                                             |                                  | George Villiers, IV conte di Jersey | Anne Egerton                          |  |  |       |  |  |                                        |  |  |                |  |
| Caroline Villiers                           |                                  | George Villiers, IV conte di Jersey |                                       |  |  |       |  |  |                                        |  |  |                |  |
|                                             |                                  | Frances Twysden                     | Philip Twysden, vescovo di Raphoe     |  |  |       |  |  |                                        |  |  |                |  |
|                                             |                                  | Frances Twysden                     | Philip Twysden, vescovo di Raphoe     |  |  |       |  |  |                                        |  |  |                |  |
|                                             |                                  | Frances Twysden                     | Frances Carter                        |  |  |       |  |  |                                        |  |  |                |  |
|                                             |                                  | Frances Twysden                     |                                       |  |  |       |  |  |                                        |  |  |                |  |